# Brachydiastylis hexaceros
Brachydiastylis hexaceros är en kräftdjursart som beskrevs av Lomakina 1952. Brachydiastylis hexaceros ingår i släktet Brachydiastylis och familjen Diastylidae. Inga underarter finns listade i Catalogue of Life.